# Vodonoša iz Seville
Vodonoša iz Seville (špa. El aguador de Sevilla) slavno je ulje na platnu koje je Diego Velázquez naslikao oko 1619. godine, kao dvadesetogodišnji slikar pod izravnim utjecajem Jusepea de Ribere. Postoje još dvije, gotovo identične, verzije, jedna u galeriji Uffizi u Firenci i druga, naslikana par godina kasnije, u Muzeju Walters u Baltimoru.
Velázquez je tijekom svojih godina slikanja u Sevilli slikao u duhu karavađizma, uglavnom žanr prizore ljudi koji jedu ili piju, izbjegavajući vjersku tematiku. Ovi figuralni prikazi iz krčmi, tržnica i kuhinja, poznate kao bodegónes, evoluirale su iz flandrijskih žanr slika s prepunim stolovima iz 17. stoljeća koje su Španjolci opsesivno skupljali. 
Velázquezova sposobnost prikaza individualnog karaktera i ponosa daje ovoj slici uzvišeni duh obreda. Prizor je povezan s jednim od Kristovih Sedam djela milosrđa, Dajte žednima piti, a koja je bila jako popularna među karavađistima tog doba. Velázquez koristi usmjereno svjetlo koje čini da oblici, teksture i površine budu gotovo čudesno oblikovani. 
U toploj klimi Seville, gdje je ova slika naslikana, vodonoše su na ulicama prodavale hladnu osvježavajuću vodu iz velikih glinenih vrčeva, kao što je ovaj prikazan u prvom planu slike. Vodonoše su često ponosno predstavljale čistoću i prozirnost vode nudeći mušterijama da ju probaju iz staklenih pehara. Voda u vrču je često bila aromatizirana dodavanjem svježeg voća ili aromatičnih biljaka.
Poput Sáncheza Cotána, Velázquez je gotovo matematički poredao elemente u ovoj kompoziciji. Predmeti i figure dopuštaju umjetniku da pokaže svoju vještinu u prikazivanju plastičnosti volumena i kontrasnih tekstura osvjetljenih dramatičnim prirodnim svjetlom. Naime, svjetlo reagira s površinama te se odražava na pocakljenom vrču s lijeve strane, te prolazi i blješti kroz prozirnu čašu i kapi vode na vrču, dok matiran, neglaziran vrč u prvom planu kao da je progutan grubom vunom i gustim baršunom odora.
Sam slikar je vjerovao u izvrsnost ove slike jer ju je darovao svom pokrovitelju, kraljevskom kapelanu iz Seville, ne dvojeći kako će mu ona priskrbiti kraljevsku pozornost.Upravo je zahvaljujući ovoj slici Velázquez privukao pozornost španjolskog dvora, čiji je naposljetku postao dvorski slikar.
Herojski prikaz običnog čovjeka koji zarađuje siću prodajući vodu, tumači se kao idološka poveznica s inkvizicijskim progonom ljudi drugih uvjerenja, ali je prije sociološko-društveno poistovjećenje sa svakodnevnom kulturom i poštovanje niže klase iz koje je ponikao sam slikar i koju je napustio zahvaljujući svom umjetničkom uspjehu.

## Vanjske poveznice
- Portrait of the week: The Water-Seller of Seville, Velazquez (c1620). The Guardian (engl.)
- Velázquez , katalog izložbe u muzeju Metropolitan (PDF), s podacima o slici The Vodonoša iz Seville